# Toshihiro Shimamura
Toshihiro Shimamura (橋本 宇太郎?, Shimamura Toshihiro; 12 aprile 1912 – 21 giugno 1991) è stato un giocatore di go giapponese.

## Biografia
Shimamura raggiunse il livello massimo di 9 Dan nel 1960. Nel corso della sua carriera è riuscito ad aggiudicarsi due dei tornei principali (Ōza e Tengen) oltre a diversi tornei minori. È stato inoltre finalista del prestigioso Honinbo in due occasioni. Oltre all'attività nei tornei è stato anche insegnante di Go e diversi suoi allievi sono diventati professionisti, tra cui si ricordano Yasumasa Hane, Hiroshi Yamashiro, Hironari Nakano, Yoshiaki Imamura, Michiro Shimamura, Yuki Shigeno e Nayoko Matsumoto.

## Palmares
| Nazionali          | Nazionali                                          | Nazionali            |
| Torneo             | Vittorie                                           | Finalista            |
| ------------------ | -------------------------------------------------- | -------------------- |
| Honinbo            |                                                    | 2 (1955, 1956)       |
| Ōza                | 1 (1957)                                           | 1 (1955)             |
| Tengen             | 1 (1977)                                           |                      |
| NHK Cup            | 1 (1954)                                           |                      |
| Okan               | 8 (1957, 1959, 1960, 1962, 1964, 1965, 1974, 1975) | 3 (1967, 1969, 1976) |
| Asahi Top Position |                                                    | 1 (1958)             |
| Igo Senshuken      | 1 (1965)                                           |                      |
| Totale             | 12                                                 | 7                    |

| Controllo di autorità | VIAF (EN) 11181572 · ISNI (EN) 0000 0000 2227 7095 · LCCN (EN) n82009653 |